# برایانت جی. وود
برایانت جی. وود (انگلیسی: Bryant G. Wood؛ زادهٔ ۱۹۳۶) پژوهشگر در زمینه باستان‌شناسی اهل ایالات متحده آمریکا است. یک باستان‌شناس انجیلی آمریکایی و آفرینش‌گرایی زمین جوان است.

## کتاب مقدس و بیل
برایانت جی. وود سردبیر فصلنامه و مجله کتاب مقدس و بیل است که این مجله خود را به عنوان یک وزارت دفاعیات دینی مسیحی اختصاص داده شده برای نشان دادن اعتبار تاریخی کتاب مقدس از طریق تحقیقات باستان‌شناسی توصیف می‌کند. کتاب مقدس و بیل یک فصلنامه است که متعهد به استفاده از باستانشناسی برای نشان دادن صحت تاریخی عهد عتیق و عهد جدید است.